# Énoe

Mapa de los demos de la antigua Ática. Los demos de Énoe se situaban uno al noreste y el otro al noroeste del Ática.

Énoe (en griego, Οινόη) es el nombre de dos demos áticos de la Antigua Grecia.
De uno de ellos Estrabón dice que formaba parte de la Tetrápolis del Ática, que había sido fundada por Juto y estaba formada, además de por Énoe, por Tricorinto, Maratón y Probalinto.
Había otro demo llamado Énoe en Ática que estaba cerca de Eléuteras.